# Gregorio Leti

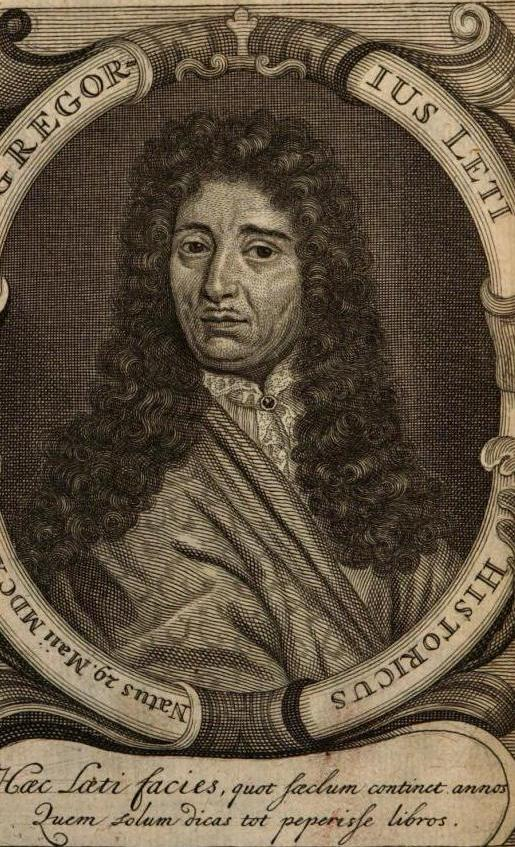
Gregorio Leti en un grabado aparecido en el segundo tomo de la Vita di Don Pietro Giron duca d Ossuna, 1699.

Gregorio Leti (Milán, 1630-Ámsterdam, 1701) fue un escritor e historiador calvinista italiano.  
Nació de una familia oriunda de Bolonia. Siguió sus primeros estudios en Cosenza y luego fue llamado a Roma por su tío, quien siendo prelado quería adelantarle en la jurisprudencia o en el estado eclesiástico; pero Leti naturalmente disipado y de costumbres algo licenciosas, desechó estas proposiciones y volvió a Milán a esperar que fuese mayor de edad. Siendo dueño de su corto patrimonio, se apresuró a satisfacer su pasión por los viajes y gastó en poco tiempo cuanto tenía. Su tío que luego fue nombrado obispo de Aguapendente, le llamó a su lado y trató de hacerle mudar de conducta, pero viéndole sordo a sus amonestaciones, le echó de su presencia. 
Salió Leti de Aguapendente descontento de su tío, a quien confiaba sacarle algún dinero y continuó entregándose a toda clase de excesos. Entonces leyó algunas obras que le inspiraron la conversión al protestantismo y habiendo pasado a Ginebra para instruirse a fondo en los principios de la Reforma y luego a Lausana, se hizo calvinista y casó con la hija de un médico célebre en cuya casa vivía. Volvió a Ginebra en 1660, abrió una escuela para la enseñanza del italiano y al poco tiempo empezó a publicar varios escritos satíricos contra la Iglesia romana, mereciendo así la protección de los magistrados de la ciudad. En 1674 obtuvo cartas de ciudadano que le fueron concedidas gratuitamente y se ha notado que solo a él le fue dado este favor, pero en 1679 tuvo que salir de Ginebra a causa de varias desavenencias que movió su inclinación a la sátira. 
Pasó a París y presentó a Luis XIV un panegírico titulado: La Fama envidiosa de la Fortuna, etc., 1680, en 4°, mas creyó que no debía prolongar su permanencia en Francia y así pasó a Inglaterra donde Carlos II le acogió, le hizo presente de una cantidad de mil escudos y le permitió que escribiese la historia de Inglaterra. Con este permiso escribió su obra, pero tan llena de rasgos satíricos que recibió orden para que saliese al punto del reino y entonces se refugió en Ámsterdam, donde logró en 1682 el título de historiador de esta ciudad y murió de repente en 9 de junio de 1701. 

## Obra
Grégoire Leti era un escritor incansable; generalmente trabajaba 12 horas al día y en varias obras a la vez. Así no
es extraño que sus producciones se resientan de la precipitación con que las componía. Tenía un carácter vivo y una imaginación ardiente. No obstante su estilo es tan difuso y tan pesado que Tiraboschi aconseja la lectura de sus escritos a las personas que padecen de insomnio. No ha de buscarse en ellos sinceridad ni exactitud y a no ser por algunos pasajes satíricos ya estarían enteramente olvidados. La lista de sus obras ocuparía muchas columnas, y así solo citaremos: 
- La vida de Sixto V
- La Italia reinante o verdadera descripción del estado actual de todos los principados y repúblicas de Italia, Ginebra, 1675, cuatro tomos en 12°
- Vida de Felipe II rey de España, Colonia, 1679, dos tomos en 4°
- Teatro británico o verdadera historia de la Gran Bretaña, Londres, 1682, dos tomos en 4°
- El ceremonial histórico y político, obra utilísima a todos los embajadores, Ámsterdam, 1685, seis tomos en 12°
- Historia Ginebrina, o sea historia de la ciudad y de la república de Ginebra, id., 1686, cinco tomos en 12º
- La Monarquía universal del rey Luis XIV, id., 1689, dos tomos en 12º
- Teatro belga o verdaderos retratos históricos, políticos y geográficos de las siete provinciasunidas
- Teatro galo o sea la monarquía de la real casa de Borbón en Francia, desde 1572, Ámsterdam, 1691, siete tomos en 4°
- La Vida de Oliveros y de Cromvel, idem , 1692, dos tomos en 8°
- Vida de Isabel reina de Inglaterra, id., 1693, dos tomos en 12°
- Vida de Pedro Giron duque de Osuna, Ámsterdam, 1699, tres tomos en 12°
- Vida del emperador Carlos V, Ámsterdam, 1700, cuatro tomos en 12°
- Además escribió varias sátiras, siendo las más notables: 
  - Roma llorando o sean Diálogos entre el Tiber y Roma, Leiden, 1666, en 12°
  - Vida de doña Olimpia Maldachini, Ragusa, 1666, en 12%